# Anastrepha lanceola
Anastrepha lanceola är en tvåvingeart som beskrevs av Stone 1942. Anastrepha lanceola ingår i släktet Anastrepha och familjen borrflugor. Inga underarter finns listade i Catalogue of Life.